# Контроль риска на рабочем месте во время пандемии COVID-19
Управление рисками на рабочем месте по COVID-19 — применение методологий безопасности и гигиены труда в отношении средств контроля опасности для предотвращения COVID-19. Надлежащий контроль опасностей на рабочем месте, зависит от рабочего места и рабочего задания, и основан на оценке рисков источников влияния, серьёзности вызова заболеваний в коллективе и факторов риска отдельных работников, которые могут быть уязвимыми для заражения COVID-19.
По данным Управления по охране труда США (OSHA), рабочие места с низким уровнем риска, имеют наименьшие профессиональные контакты с общественностью и другими сотрудниками, для которых рекомендуются основные меры профилактики инфицирования, в том числе мытьё рук, поощрение работников оставаться дома, если они больны, дыхательный этикет и поддержание тщательной очистки и дезинфекции рабочей среды.
К работам со средним риском воздействия относятся те, которые требуют частого или близкого контакта с людьми, которым не известно или они не подозревают о наличии COVID-19, но они могут быть инфицированы через длительную передачу в обществе или международные путешествия. Сюда входят работники, взаимодействующих с широкой общественностью, например, в школах, рабочих средах с высокой плотностью и некоторых розничных предприятиях с большими объёмами торговли. В зависимости от сектора, существуют определённые рекомендованные процедуры защиты работников и случайных лиц, если присутствует человек с COVID-19.
OSHA считает, что работники здравоохранения и моргов, которые сталкиваются с больным или подозреваемым на заражение COVID-19 лицом, имеют высокий риск воздействия, повышающийся до очень высокого уровня, если медицинские работники выполняют аэрозольные процедуры, или собирают или обрабатывают анализы взятые у больного или подозреваемого лица с COVID-19. Меры безопасности для этих работников предусматривают инженерные средства контроля, такие как помещения с вентиляцией отрицательного давления, и средства личной защиты, соответствующие рабочему заданию.

## Планирование и оценка риска
Вспышки COVID-19 могут иметь несколько последствий для рабочих мест. Работники могут отсутствовать на работе из-за того, что они болеют, нуждаются в уходе за другими или из-за опасения возможного заражения. Модели торговли могут меняться, как с точки зрения того, какие товары нужны, так и способов приобретения этих товаров (например, покупки не в пиковые часы или путем доставки по адресу). Наконец, перевозки товаров из географических районов, которые сильно пострадали от COVID-19 могут быть прерваны:6.
План обеспечения готовности к инфекционным заболеваниям и мер может быть использован для руководства защитными действиями. Планы касаются уровней риска, связанных с различными рабочими местами и рабочими задачами, в том числе источников влияния, факторов риска, возникающих дома или в условиях общественного пространства, и факторы риска отдельных работников, такие как преклонный возраст или хронические заболевания. Они также определяют контроль, необходимый для устранения этих рисков, и планы на случай чрезвычайных ситуаций, которые могут возникнуть в результате вспышек. Планы обеспечения готовности и реагирования на инфекционные заболевания могут быть подчинены национальным или межнациональным рекомендациям:7–8. Задачами для реагирования на вспышку являются снижение уровня передачи инфекции среди персонала, защита людей, которые подвергаются большему риску возникновения неблагоприятных осложнений для здоровья, поддержание деловых операций и уменьшение неблагоприятных последствий для других субъектов хозяйствования в их цепочках поставок. Тяжесть заболевания в сообществе, в котором расположен бизнес, влияет на принимаемые меры реагирования.

## Защита от опасности
Иерархия средств контроля опасностей — это структура, которая широко применяется в области охраны труда, для группировки средств контроля опасностей по эффективности. Там, где опасность COVID-19 не удается устранить, наиболее эффективными средствами контроля, является инженерный контроль, затем административный контроль и наконец, средства личной защиты. Инженерный контроль предусматривает изолирование работников от опасностей, связанных с работой, не полагаясь на поведение работников, и может быть наиболее экономичным решением. Административный контроль — это изменения в рабочей политике или процедурах, которые требуют действия работника или работодателя. Средства личной защиты (СЛЗ) считаются менее эффективными, чем инженерный и административный контроль, но могут помочь предотвратить некоторые угрозам. Все типы СЛЗ должны выбираться с учётом: опасности для работника, надлежащим образом установленного (например, респираторы) последовательного и правильного ношения; регулярной проверки; замены при необходимости очистки, хранения или утилизация во избежание дальнейшего загрязнения.

### Все рабочие места
Часто рабочие места — обстановки, в которых группы проводят много часов в помещении. Это условия, которые могут способствовать передаче заболевания, но также и контролировать его с помощью практик и политик на рабочем месте. Определение отраслей или конкретных рабочих мест, которые имеют наибольшую потенциальную подверженность конкретному риску, может помочь в разработке мероприятий по контролю или предотвращению распространения таких заболеваний, как COVID-19.
По данным OSHA, рабочие места с более низким уровнем риска имеют минимальный профессиональный контакт с общественностью и другими сотрудниками:18–20. Основные меры профилактики инфекций, рекомендуемые для всех рабочих мест, включают частое и тщательное мытьё рук, призывание работникам оставаться дома по болезни, респираторный этикет, включающий прикрытие кашля и чихания, предоставление салфеток и корзин для мусора, подготовку к удалённой работе или, по возможности, сменной работе, запрет на использование чужих вещей, а также поддержание регулярной чистки и дезинфекции рабочей среды. Оперативная идентификация и изоляция потенциально заразных людей является важным шагом в защите работников, клиентов, посетителей и других лиц на рабочем месте:8–9. Центры по контролю и профилактике заболеваний США рекомендуют, чтобы сотрудники с симптомами острого респираторного заболевания оставались дома до тех пор, пока у них не будет жара, признаков лихорадки и любых других симптомов на протяжении 24 часов без использования жаропонижающих или других лекарств, изменяющих симптомы, а также того, что политика отпусков по болезни является гибкой, позволяет работникам оставаться дома, чтобы ухаживать за больным членом семьи, и что сотрудники знают об этой политике.
Существуют также психосоциальные риски, возникающие в результате беспокойства или стресса, вызванного опасениями по поводу заражения COVID-19, болезнью или смертью родственника или друга, изменениями в рабочих режимах, а также финансовыми или межличностными трудностями, возникающими в результате пандемии. Меры социального дистанцирования могут предотвратить типичные защитные механизмы, такие как личное пространство или разделение проблем с другими. Контроль за этими рисками включает в себя менеджеров, проверяющих работников, чтобы спросить, как они, облегчая взаимодействие с работниками, и формальные услуги для помощи работникам, коучинг или гигиены труда.

### Рабочие места с высоким риском
OSHA считает, что некоторые медицинские работники и работники моргов находятся под высоким или очень высоким уровнем риска инфицирования. Работы с высоким уровнем риска инфицирования включают работников сферы здравоохранения, поддержки, лаборатории и медицинского транспорта, которые знакомы с известными или подозреваемыми пациентами с COVID-19. Они подпадают под очень высокий риск инфицирования, когда выполняют генерирующие аэрозоль процедуры или собирают или обрабатывают образцы от известных или подозреваемых пациентов с COVID-19. Аэрозоль-генерирующие процедуры включают интубацию, процедуры индукции кашля, бронхоскопию, некоторые стоматологические процедуры и экзамены, или инвазивный сбор образцов. Работы в морге с высоким риском воздействия включают работников, занимающихся подготовкой тел людей, которые знали или подозревали случаи заболевания COVID-19 в момент их смерти; они подвергаются очень высокому риску воздействия, если проводят вскрытие:18–20.
ВОЗ не рекомендует комбинезоны, поскольку COVID-19 является респираторным заболеванием и не передаётся через телесные жидкости. Для персонала, осуществляющего скрининг на входах, ВОЗ рекомендует только хирургическую маску. Тем, кто собирает образцы из дыхательных путей пациентов, и ухаживают за ними, или перевозят больных с COVID-19 без каких-либо аэрозольных процедур, ВОЗ рекомендует хирургическую маску, защитные очки или лицевой щит, халат и перчатки. Если проводится процедура с образованием аэрозоля, хирургическую маску заменяют респиратором N95 (США), FFP2 (Европейский Союз) или KN95 (КНР). Поскольку глобальное предложение средств личной защиты (СЛЗ) ограничено, ВОЗ советует уменьшить до минимума потребность в СЛЗ с помощью: телемедицины, физических барьеров, таких как прозрачные окна (перегородки) у входа в комнату с пациентом COVID-19 для тех, кто участвует в непосредственном уходе; использование только необходимых СЛЗ для конкретной задачи; продолжение использования одного и того же респиратора, не снимая его при уходе за несколькими пациентами с одинаковым диагнозом; мониторинга и координации хода поставки СЛЗ; и отказа от использования респираторов для бессимптомных лиц.